# Adrian Lamo
Adrian Lamo (20 de fevereiro de 1981 – 14 de março de 2018) foi um hacker Black Hat, conhecido principalmente por quebrar uma série de sistemas de alta segurança de rede de computadores, como a Microsoft, a Yahoo!, a MCI WorldCom, a Excite@Home, as empresas de telefonia SBC, Ameritech e Cingular e o New York Times. Foi preso somente após invadir o New York Times.

## New York Times
Normalmente, Adrian apenas invadia sistemas para encontrar falhas e reportá-las ao administrador do sistema. O episódio do New York Times foi diferente, pois o "NYT" já estava com a reputação de sua segurança manchada após serem invadidos pelo grupo hacker "Hacking for girlie". O hack de Adrian Lamo feriu a moral dos responsáveis pela segurança que havia se dedicado para que o episódio doHacking for girlie não ocorresse novamente.
O Hacking for girlie invadiu o "NYT" criticando o artigo que John Markoff escreveu sobre Kevin Mitnick, que contribuiu para o tratamento duro que Kevin Mitnick recebeu ao ser preso.

## Envolvimento com oFBIe aNSA
Em agosto de 2010, Andy Greenberg, da Forbes, revelou que Lamo trabalhava como "especialista em segurança" com o Projeto Vigilante, uma instituição de segurança privada que trabalha com o FBI e a NSA.

## Caso Wikileaks
Chelsea E. Manning era analista de inteligência do Exército americano e trabalhou no Iraque e no Afeganistão. Agentes do Comando de Investigação Criminal do Exército prenderam-na com base em informações recebidas de autoridades federais a partir de Adrian Lamo.
Em uma conversa com Lamo, Manning contou-lhe que havia sido responsável pelo vazamento de um vídeo do ataque de um helicóptero a civis em 12 de julho de 2007 em Bagdá. Posteriormente, Lamo entregou Manning às autoridades.
O grupo Hackers no Planeta Terra criticou publicamente Lamo por trair Manning.
Chelsea Manning, semanas depois, foi também acusada de vazar mais de 150 mil documentos ao site WikiLeaks. A acusação inicialmente não foi provada mas com a colaboração de Adrian Lamo provas foram introduzidas contra Manning.

## Ver Também
- Sarah Harrison[11]
- WikiLeaks
- Ataque aéreo em Bagdá de 12 de julho de 2007
- Congresso de Comunicação Chaos
- Chaos Computer Club